# Saint-Remy-en-l'Eau
Saint-Remy-en-l'Eau è un comune francese di 422 abitanti situato nel dipartimento dell'Oise della regione dell'Alta Francia.

## Società

### Evoluzione demografica
Abitanti censiti